# Bruzus
Bruzus (łac. Diœcesis Bruzenus) – stolica historycznej diecezji w Cesarstwie Rzymskim (prowincja Frigia Salutare I), współcześnie w Turcji. Pierwszym wzmiankowanym biskupem był Auxamon (V w.). W 1933 ustanowiona katolickim biskupstwem tytularnym.

## Biskupi tytularni
| Lp. | Biskup         | Od              | Do               |
| --- | -------------- | --------------- | ---------------- |
| 1   | Josip Pavlišić | 13 grudnia 1951 | 20 sierpnia 1969 |